# Руді Гарсія
Руді Гарсія (фр. Rudi Garcia; нар. 20 лютого 1964, Немур) — колишній французький футболіст іспанського походження, що грав на позиції півзахисника. Виступав за французькі клуби «Лілль», «Кан» та «Мартіг». Головний тренер збірної Бельгії.
По завершенні ігрової кар'єри — футбольний тренер. Найбільшого успіху досяг під час роботи з «Ліллем», який привів 2011 року до перемоги в чемпіонаті та кубку Франції.

## Ігрова кар'єра
Руді Гарсія народився 20 лютого 1964 року в Немурі в іспанській родині. Бабуся і дідусь Руді покинули Андалусію і перебрались в французькі Арденни під час громадянської війни в Іспанії. Батько Руді — Хосе Гарсія — професійний футболіст, який виступав за «Седан» та «Дюнкерк». Він записав сина в академію клубу «Корбей-Ессонн», де юнак навчався з 1970 по 1979 рік. Після чого ще три роки Руді навчався в клубі Вірі-Шатійон, де він дебютував у третьому дивізіоні та де його помітили 1982 року скаути клубу «Лілль» та переманили до своєї академії.
У професіональному футболі дебютував 1983 року виступами за основну команду клубу «Лілль», в якій провів п'ять сезонів, взявши участь у 68 матчах чемпіонату.
Протягом 1988–1991 років захищав кольори «Кана», після чого ще сезон провів у клубі «Мартіг». На жаль, проблеми зі здоров'ям (важка травма коліна) завадили Гарсії продовжити свою футбольну кар'єру. У 28 років він завершив кар'єру гравця та розпочав тренерську роботу.

## Кар'єра тренера
Тренерську кар'єру Руді Гарсія почав в рідному аматорському клубі «Корбей-Ессонн», де працював з 1994 по 1998 рік і паралельно виходив на поле. З 1998 по 2001 працював в «Сент-Етьєні» — спочатку тренером з фізпідготовки, а потім і асистентом головного тренера.
5 січня 2001 року змінив Джона Тошака на посту головного тренера команди. Протриматися біля керма «Сент-Етьєна» тренерський тандем Гарсії та Жана Гі Вальємма зміг лише до закінчення сезону, а команда в 12 матчах, що залишилися, набрала лише 10 очок.
У липні 2002 року Руді Гарсія очолив «Діжон» і за підсумками сезону 2003/2004 вивів команду в Лігу 2. Рік по тому «Діжон» під керівництвом Гарсії ледь не завоював путівку в Лігу 1, зайнявши за підсумками сезону 4-те місце.
2007 року Руді Гарсія очолив команду Ліги 1 «Ле-Ман», з якою зайняв в чемпіонаті 9-те місце, після чого покинув клуб.
У липні 2008 року Гарсія став головним тренером «Лілля». У першому ж сезоні під його керівництвом «Лілль» посів 5-те місце в чемпіонаті, що дало команді право взяти участь у Лізі Європи наступного сезону. У тому розіграші турніру французька команда дійшла до 1/8 фіналу, де за сумою результатів 2 матчів (1:0 і 0:3) поступилася дорогою англійському «Ліверпулю».
Чемпіонат 2009/10 «Лілль» завершив на 4-му місці й знову вийшов в єврокубки. В Лізі Європи 2010/11 «доги» знову змогли вийти з групи, але програли в 1/16 фіналу голландському ПСВ (2:2, 1:3). На внутрішній же арені сезон вийшов успішним. Перемігши 19 квітня 2011 року в півфіналі Кубка Франції «Ніццу», «Лілль» вперше з 1955 року пробився до фіналу цього турніру. 14 травня команда Руді Гарсії на стадіоні «Стад де Франс» переграла столичний «Парі Сен-Жермен» та стала володарем національного кубка. По ходу чемпіонату «Лілль» перебував серед лідерів, з 13-о туру не опускаючись нижче 2-о місця. Зігравши в 37-му турі внічию все з тим же «ПСЖ», команда Гарсії за тур до закінчення чемпіонату забезпечила собі чемпіонський титул (третій в історії та перший з 1954 року).
12 червня 2013 року став головним тренером італійської «Роми». Контракт розрахований на 2 роки, а зарплата фахівця складе 1,5 млн євро на рік. В першому ж сезоні він став з командою віце-чемпіоном Італії, пропустивши вперед лише беззаперечного лідера італійського футболу «Ювентус». Всього під його керівництвом «Рома» двічі займала друге місце у Серії А, проте виграти трофеїв не зуміла. Сезон 2015/16 для римського клубу складався невдало (5-те місце після 19-го туру), в результаті чого 13 січня 2016 року Руді Гарсія був звільнений з посади.
20 жовтня 2016 року призначений головним тренером «Марселя». Контракт підписаний на 3 роки. Привів клуб до фіналу Ліги Європи УЄФА 2017—2018, однак у наступному сезоні не зміг кваліфікувати «Марсель» до єврокубків, і в травні 2019 вирішив залишити клуб після завершення сезону.
14 жовтня 2019 очолив «Ліон».

## Титули і досягнення

### Як тренера
- Чемпіон Франції (1):

«Лілль»: 2010–11
- Володар Кубка Франції (1):

«Лілль»: 2010-11

### Особисті
- «Найкращий французький тренер року» за версією журналу France Football: 2011, 2013 і 2014

Найкращий тренер Ліги 1 за версією UNFP: 2011